# DDR-Badmintonmeisterschaft 1987
Die DDR-Badmintonmeisterschaft 1987 fand vom 30. bis zum 31. Mai 1987 in Greifswald statt. Es war die 27. Austragung der Titelkämpfe.

## Medaillengewinner
| Disziplin    | Gold                                                                        | Silber                                                     | Bronze                                                                    |
| ------------ | --------------------------------------------------------------------------- | ---------------------------------------------------------- | ------------------------------------------------------------------------- |
| Herreneinzel | Thomas Mundt (Einheit Greifswald)                                           | Edgar Michalowski (Einheit Greifswald)                     | Erfried Michalowsky (Einheit Greifswald)                                  |
| Herreneinzel | Thomas Mundt (Einheit Greifswald)                                           | Edgar Michalowski (Einheit Greifswald)                     | Michael Huber (HSG Lok HfV Dresden)                                       |
| Dameneinzel  | Monika Cassens (HSG Lok HfV Dresden)                                        | Petra Michalowsky (Einheit Greifswald)                     | Birgit Kämmer (Einheit Greifswald)                                        |
| Dameneinzel  | Monika Cassens (HSG Lok HfV Dresden)                                        | Petra Michalowsky (Einheit Greifswald)                     | Kerstin Bohn (Einheit Greifswald)                                         |
| Herrendoppel | Thomas Mundt Kai Abraham (Einheit Greifswald / EBT Berlin)                  | Erfried Michalowsky Edgar Michalowski (Einheit Greifswald) | Dirk Hickl Joachim Schimpke (EBT Berlin / Einheit Greifswald)             |
| Herrendoppel | Thomas Mundt Kai Abraham (Einheit Greifswald / EBT Berlin)                  | Erfried Michalowsky Edgar Michalowski (Einheit Greifswald) | Frank-Thomas Seyfarth Holger Wippich (Fortschritt Tröbitz / Robur Zittau) |
| Damendoppel  | Monika Cassens Petra Michalowsky (HSG Lok HfV Dresden / Einheit Greifswald) | Michaela Junker / Petra Schubert (Fortschritt Tröbitz)     | Angela Michalowski Birgit Kämmer (Einheit Greifswald)                     |
| Damendoppel  | Monika Cassens Petra Michalowsky (HSG Lok HfV Dresden / Einheit Greifswald) | Michaela Junker / Petra Schubert (Fortschritt Tröbitz)     | Petra Tobien / Kerstin Bohn (Kühlautomat Berlin / Einheit Greifswald)     |
| Mixed        | Thomas Mundt Monika Cassens (Einheit Greifswald / HSG Lok HfV Dresden)      | Erfried Michalowsky Petra Michalowsky (Einheit Greifswald) | Kai Abraham Petra Tobien (EBT Berlin)                                     |
| Mixed        | Thomas Mundt Monika Cassens (Einheit Greifswald / HSG Lok HfV Dresden)      | Erfried Michalowsky Petra Michalowsky (Einheit Greifswald) | Edgar Michalowski Angela Michalowski (Einheit Greifswald)                 |